# Robertus Valturius

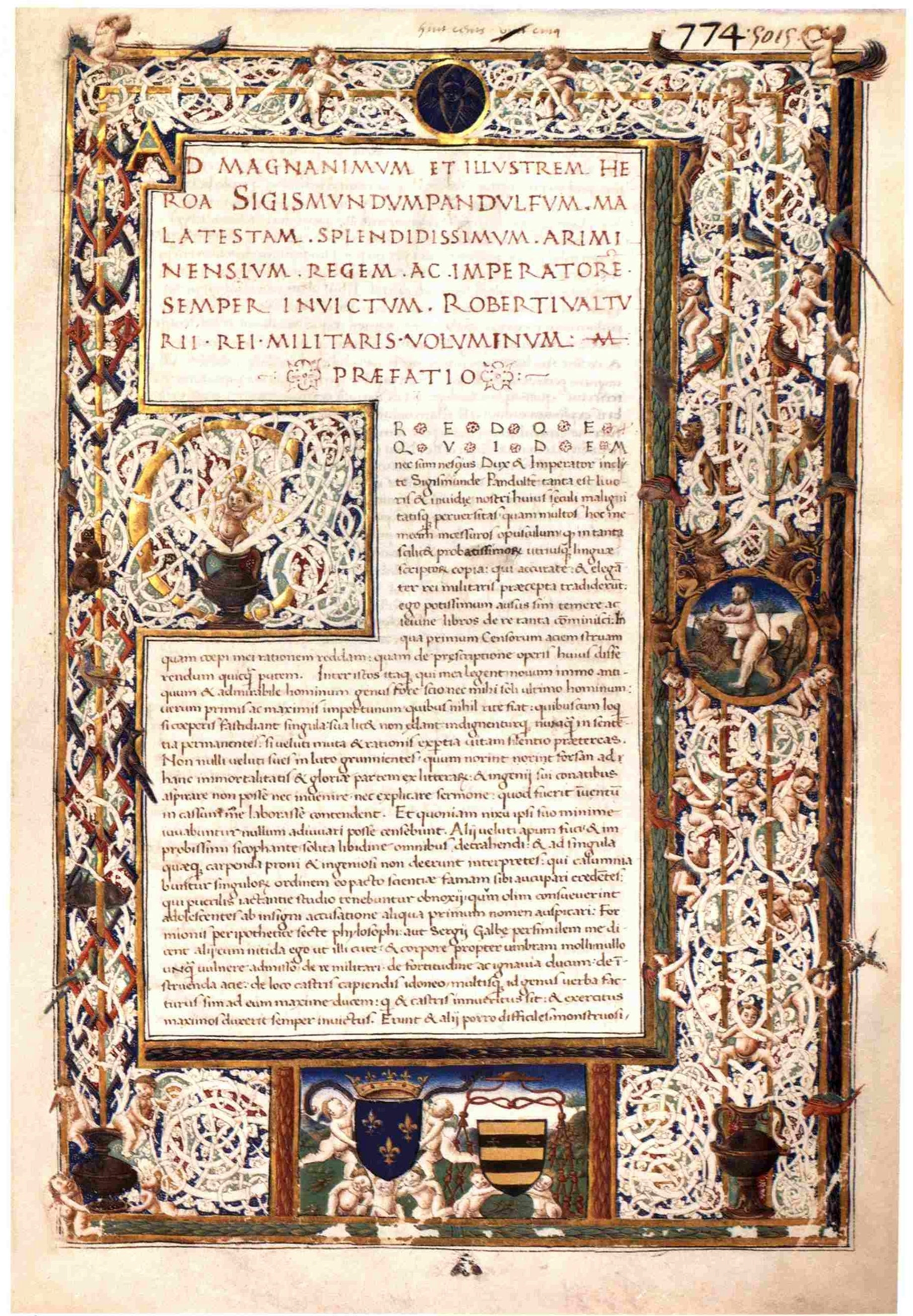
Die Vorrede des Valturius zu seiner Schrift De re militari in einer Handschrift des 15. Jahrhunderts: Paris, Bibliothèque nationale de France, Lat. 7237, fol. 1r

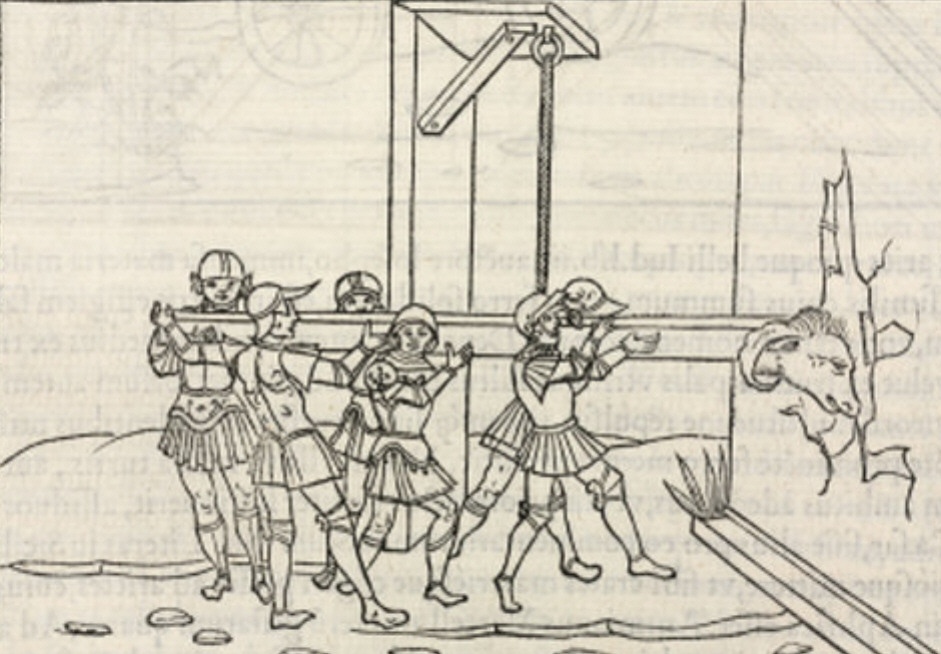
Darstellung aus einer 1534 in Paris erschienenen Ausgabe von De re militari

Robertus Valturius (italienisch Roberto Valturio; * 1405 in Rimini; † 1475 ebenda) war ein italienischer Schriftsteller.
Valturius trat um 1446 in die Dienste von Sigismondo Malatesta. 1460 schrieb er De re militari (Über die Kriegskunst), dessen zwölf Bände als erste Sachbücher 1472 erschienen. Das Werk zählt zu den berühmtesten Kriegsbüchern sowie Beschreibungen der Waffen und Kriegsmaschinen der Renaissance. Vermutlich wurde es von Mattei de'Pasti und von Johannes Nicolai in Verona gedruckt. Angeblich entwarf Valturius Malatestas Festung.
In der Bücherliste von Leonardo da Vinci wird De re militari erwähnt, was darauf hindeutet, dass Leonardo Werke die Valturio´s besaß.

## Ausgabe
- Paola Delbianco (Hrsg.): Valturio: De re militari. Umanesimo e arte della guerra tra medioevo e rinascimento. Guaraldi, Rimini 2006, ISBN 88-8049-278-0 (Faksimile der Inkunabel Verona 1472, mit DVD)